# Lac Williston
Pour les articles homonymes, voir Williston.
Le Lac Williston est un lac de barrage (réservoir) situé au centre de la province de Colombie-Britannique au Canada. Il a été créé en 1968 lors de la construction du barrage W. A. C. Bennett sur le cours supérieur de la rivière de la Paix (Peace River) dans les Rocheuses canadiennes. La plus grande ville située au bord du lac est Mackenzie au sud.

## Histoire
Le nom du lac lui a été donné officiellement le 13 mars 1969, en l'honneur de Ray Williston, alors ministre des Terres, des Forêts et de l'Eau de la Colombie-Britannique.

## Caractéristiques physiques
Comme beaucoup de lacs en Colombie-Britannique, le lac Williston a une forme très allongée et il est orienté selon l'axe principal du relief de la province (du sud-est vers le nord-ouest) qui résulte de la formation géologique de la région. Sur son bord ouest, il possède un bras perpendiculaire à son axe principal. Ce bras, appelé Peace Arm, résulte de l'inondation de l'ancien canyon de la rivière de la Paix.
Avec une superficie totale (îles incluses) de 1761 km2 c'est la plus grande étendue d'eau douce de Colombie-Britannique. Sa superficie nette (en excluant les îles) s'élève à 1750 km2. Le volume du lac est estimé à 70,3 km3. Sa profondeur varie entre 1 et 2 mètres aux embouchures des rivières Parsnip et Finlay, jusqu'à la profondeur maximale de 166 mètres au niveau du barrage (en période de grandes eaux).

## Hydrologie
Le lac est alimenté par  les cours d'eau suivants : Omineca River, Ingenica River, Ospika River, Parsnip River, Manson River, Nation River, Clearwater Creek, Nabesche River, Carbon Creek ainsi que par d'autres plus petits torrents, tandis que la rivière de la Paix est son exutoire.
Le lac Williston est un lac dimictique, c'est-à-dire que ses eaux de surface et de profondeur se mélangent deux fois par an (par opposition aux lacs méromictiques).
Le gel du lac commence habituellement durant le mois de novembre et se développe jusqu'à la mi-janvier, à ce moment la surface du lac est généralement complètement prise par les glaces.